# Paulo César Tosin
Paulo César Tosin, mais conhecido como Tosin (Marília, 16 de abril de 1966) é um ex-futebolista brasileiro que atuava como meio-campista.

## Carreira
Foi trazido para as categorias de base do Guarani por Pupo Gimezez.
Tozin fez parte da Seleção Brasileira de Juniores vencedora do Mundial de Moscou em 1985.
Tosin atuou com a camisa do Guarani entre 1985 e 1989. Se destacou no Bugre, em 1986, quando o time campineiro conquistou o vice-campeonato brasileiro. 
No Paulista de 1989, o volante fez um gol antológico contra o São Paulo, que venceu por 3 a 2, no Brinco de Ouro. No mesmo ano, Tosin foi trocado por empréstimo pelo atacante Marcos Roberto, do Corinthians.
No Parque São Jorge, Tosin não teve muitas chances e não conseguiu se firmar como titular no Timão. Estreou em 3 de setembro de 1989, na vitória sobre o Palmeiras de São João da Boa Vista por 2 a 0, em partida amistosa. Se despediu em 14 de dezembro de 1989, no empate com o Coritiba em 1 a 1, em partida amistosa. Tosin fez apenas 9 partidas pelo alvinegro (4 vitórias, 3 empates e 2 derrotas) e não marcou nenhum gol.
Retornou ao Guarani e no ano seguinte foi contratado pelo Vasco, onde não obteve muito destaque.
Disputou o Campeonato Paulista de 1992 pelo Grêmio Sãocarlense.
Em 1993, disputou o Paulistão pelo Marília e foi Campeão Goiano com o Vila Nova.
Encerrou a carreira jogando no Marília em 2002.